# Haas VF-18
La Haas VF-18 è una vettura da Formula 1 realizzata dalla Haas per prendere parte al Campionato mondiale di Formula 1 2018.

## Livrea
La livrea ricorda molto quella usata nel Campionato mondiale di Formula 1 2016: il bianco torna ad essere il colore principale, accompagnato dal nero, dal rosso e dal grigio chiaro già presente sulla Haas VF-17, con la tinta che ricorda quella aziendale della Haas Automation.

## Caratteristiche
La vettura è in generale molto simile alla monoposto precedente, la Haas VF-17, con l'aggiunta del dispositivo di sicurezza Halo. L'aspetto su cui i progettisti si sono concentrati maggiormente è la riduzione del peso della vettura per poter spostare meglio la zavorra. Inoltre appare chiaro come alcuni accorgimenti adottati abbiano lo scopo di aumentare l'affidabilità in vista della stagione che prevede un utilizzo di ogni Power Unit per 7 gare. A questo proposito l'entrata dei radiatori è ad elevata portata; i deviatori di flusso sono molto simili a quelli della Ferrari SF70H, mentre l'airscope ricorda molto quello della Mercedes W08 con due "orecchie" esterne al rollbar per alimentare il turbocompressore e raffreddare la MGU-K; inoltre ai lati dell’abitacolo ci sono le feritoie. Lo schema sospensivo è di tipo push rod. Eliminati invece per questioni regolamentari il monkey seat e la T-Wing.

## Carriera agonistica

### Test
La monoposto è scesa in pista per la prima volta a Montmeló il 23 febbraio in occasione del filming day con Romain Grosjean.

### Stagione

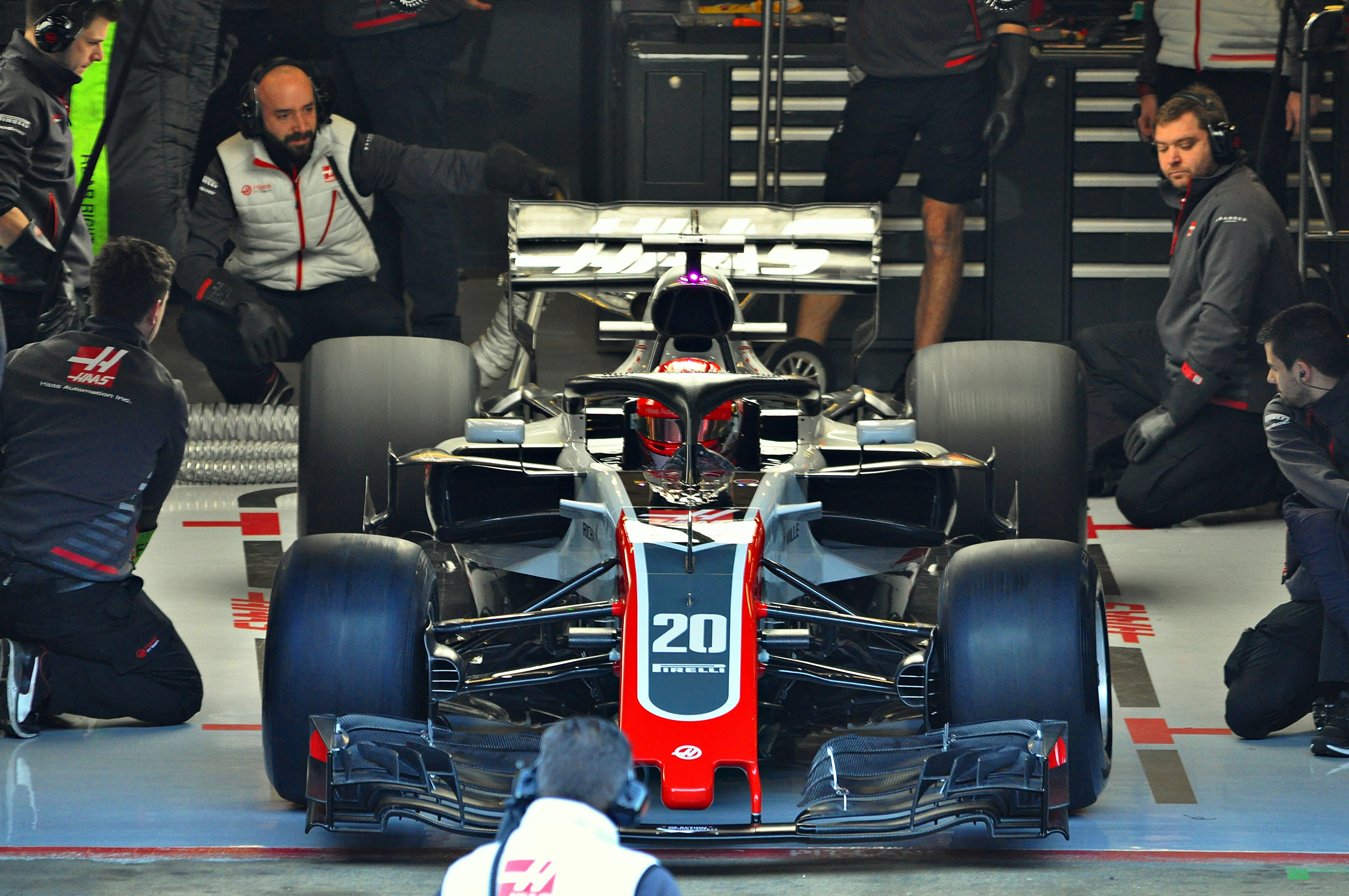
Kevin Magnussen ai test pre-stagionali a Montmeló.

La stagione comincia male per la Haas. Nella gara inaugurale a Melbourne, mentre i piloti occupavano il 4º e 5º posto, frutto di una buona qualifica, sono costretti al ritiro per problemi al pit-stop. Nel Gran Premio del Bahrein arrivano i primi punti stagionali, con un sorprendente quinto posto di Magnussen. Il danese marca altri punti in Cina, Spagna e Francia. Il Gran Premio d'Austria si rivela molto positivo per la squadra grazie al 4º posto di Romain Grosjean, seguito a ruota dal compagno di squadra. La Haas VF-18 continua a conquistare punti al Gran Premio di Gran Bretagna, al Gran Premio di Germania e al Gran Premio d'Ungheria.
Dopo la pausa estiva, la scuderia conquista un doppio piazzamento in Belgio, mentre in Italia Grosjean, sesto al traguardo, è stato squalificato per un'irregolarità tecnica. Nel Gran Premio di Singapore Magnussen conquista il primo giro veloce della storia della scuderia, pur concludendo diciottesimo. Il danese giunge ottavo in Russia, mentre Grosjean giunge nella stessa posizione in Giappone. È Magnussen ad essere squalificato nel Gran Premio degli Stati Uniti, mentre negli ultimi due appuntamenti in Brasile e ad Abu Dhabi entrambi fanno segnare punti, con il francese sempre davanti. La stagione si conclude con 93 punti ed il 5º posto in classifica costruttori: è il miglior risultato nella storia della scuderia.

## Piloti
| Piloti ufficiali       | Piloti ufficiali | Piloti ufficiali |
| Nazione                | Nome             | Numero           |
| ---------------------- | ---------------- | ---------------- |
| Francia (bandiera)     | Romain Grosjean  | 8                |
| Danimarca (bandiera)   | Kevin Magnussen  | 20               |
| Piloti di riserva      |                  |                  |
| Nazione                | Nome             | Numero           |
| Stati Uniti (bandiera) | Santino Ferrucci | 17               |
| India (bandiera)       | Arjun Maini      | 14               |

## Risultati in Formula 1
| Anno | Team         | Motore      | Gomme | Piloti    |     |    |    |     |     |    |    |    |   |     |    |    |   |    |    |    |     |     |    |   |    | Punti | Pos. |
| ---- | ------------ | ----------- | ----- | --------- | --- | -- | -- | --- | --- | -- | -- | -- | - | --- | -- | -- | - | -- | -- | -- | --- | --- | -- | - | -- | ----- | ---- |
| 2018 | Haas F1 Team | Ferrari 063 | P     | Grosjean  | Rit | 13 | 17 | Rit | Rit | 15 | 12 | 11 | 4 | Rit | 6  | 10 | 7 | SQ | 15 | 11 | 8   | Rit | 16 | 8 | 9  | 93    | 5º   |
| 2018 | Haas F1 Team | Ferrari 063 | P     | Magnussen | Rit | 5  | 10 | 13  | 6   | 13 | 13 | 6  | 5 | 9   | 11 | 7  | 8 | 16 | 18 | 8  | Rit | SQ  | 15 | 9 | 10 | 93    | 5º   |